# Kamimuria coarctata
Kamimuria coarctata är en bäcksländeart som beskrevs av František Klapálek 1912. Kamimuria coarctata ingår i släktet Kamimuria och familjen jättebäcksländor. Inga underarter finns listade i Catalogue of Life.